# 정사 (1965년 영화)
"정사"는 한국에서 제작된 장일호 감독의 1965년 영화이다. 강신성일 등이 주연으로 출연하였고 주동진 등이 제작에 참여하였다.

## 출연

### 주연
- 강신성일
- 김승호

## 기타
- 조명: 김연
- 미술: 임명선